# Der Sonne entgegen (Fernsehserie)
Der Sonne entgegen ist eine österreichisch-deutsche Fernsehserie über vier Aussteiger, die sich nach Jugoslawien absetzen. Gedreht wurde die Serie 1984 bis 1985 in Valun, einem Fischerdorf auf der Insel Cres in Kroatien. Es wurden zwei Staffeln von jeweils sechs Folgen produziert.

## Handlung
Der Hamburger Tankstellenbesitzer Hannes Meckelfeld erträgt seine streitende Frau und ihre Mutter nicht mehr und reißt aus. In Valun, einem kleinen Fischerdorf im damaligen Jugoslawien, lernt er den überforderten Anwalt Dr. Günter Zack kennen, der mit seiner Arbeit unzufrieden ist, außerdem den Maler Joe Felden, der Bilder für die Münchner Schickeria malt und damit viel Geld verdient, aber feststellt, dass er kein ernsthafter Maler mehr ist, und schließlich den Wiener Caféhausbesitzer Ludwig Hawratil, der von Schutzgelderpressern terrorisiert wird.
Die vier Aussteiger genießen das Nichtstun. Als das Geld knapp wird, beschließen sie, einen alten Kahn, der am Strand liegt, wieder flottzumachen. Dieser gehört zwar dem alten Luka, der ihnen jedoch die Erlaubnis gibt, ihn für Botendienste zu benutzen. Das Schiff taufen sie auf den Namen Tohuwabohu. Von nun an leben sie von Lieferungen für Mirko, den Melonenhändler und von sonstigen Gelegenheitsjobs, von denen manche mehr, manche weniger Geld bringen. Da Joe wieder malen will und in die Berge geht, wird der zwölfjährige Fischerjunge Duško das neue Mitglied der Besatzung. Gegen Ende der ersten Staffel kommen Meckis Frau Gisela und seine Schwiegermutter Käthe in Valun an. Mecki und seine Frau verlieben sich wieder ineinander und genießen die gemeinsame Zeit.
Am Anfang der zweiten Staffel kommen die wieder in Deutschland lebenden Meckelfelds und Joe im Urlaub wieder nach Valun zurück. Der nervöse Schriftsteller Georg Lüftl kommt nach Valun, um nicht mehr dauernd beim Schreiben gestört zu werden und sich inspirieren zu lassen. Käthe möchte ein kleines Lokal eröffnen und der Wirt von Valun beschließt, eine Disco im Dorf zu eröffnen. Ein Zeitungsschreiber verfasst einen Artikel über den Ort Valun, der daraufhin von Touristen überrannt wird. Nun ist es mit der Beschaulichkeit und der Ruhe in dem kleinen Ort vorbei. Die Freunde ziehen auf ihrem Boot weiter.

## Besetzung
| Schauspieler           | Rolle                       |
| ---------------------- | --------------------------- |
| Ulrich Faulhaber       | Hannes „Mecki“ Meckelfeld   |
| Heinz Petters          | Dr. Günter Zack             |
| Raphael Wilczek        | Joe Felden                  |
| Erwin Steinhauer       | Ludwig „Wickerl“ Hawratil   |
| Josef Meinrad          | Luka                        |
| Ernst Fritz Fürbringer | Professor Lembach           |
| Irmgard Riessen        | Gisela Meckelfeld           |
| Heidi Kabel            | Meckelfelds Schwiegermutter |
| Harald Gauster         | Duško                       |
| Volodja Peer           | Mirko                       |
| Towje Kleiner          | Georg Lüftl                 |
| Slavko Cerjak          | Pfarrer von Valun           |
| Janez Vrhovec          | Branko                      |
| Peter Fricke           | Holger Jensen               |
| Meta Vranič            | Ivanca                      |
| Lidija Jenko           | Dunja                       |
| Margaretha Baumgartner | Sandra Kern                 |

## Episoden

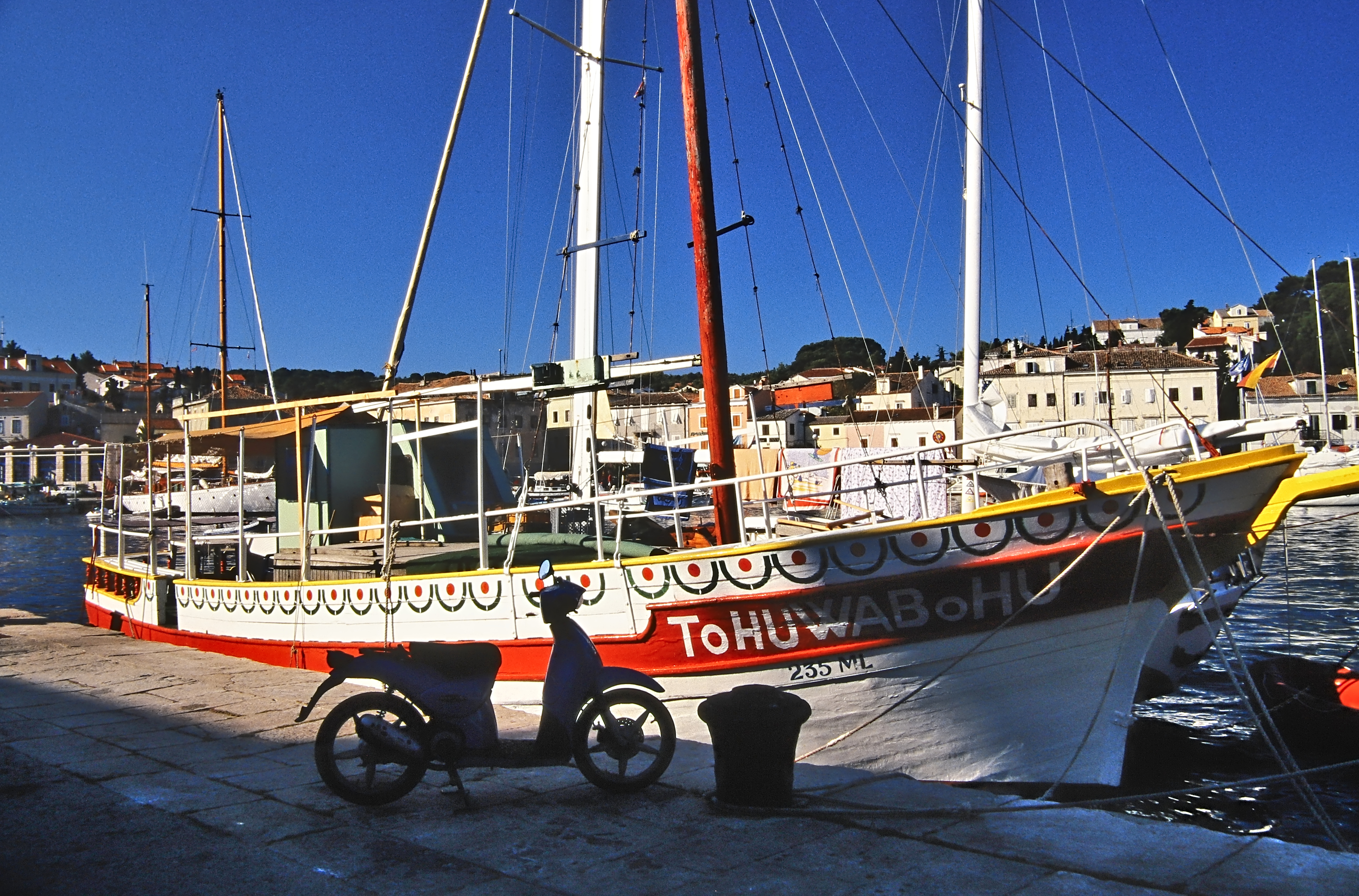
Die Tohuwabohu im Hafen von Mali Lošinj, 1998

### 1. Staffel
Folge 1: Auf und davon
In seiner Tankstelle in Hamburg wird Hannes „Mecki“ Meckelfeld wohl zum wiederholten Mal von seiner Frau beschimpft, die dabei von ihrer Mutter unterstützt wird. Kommentarlos packt er eine Tasche, steigt ins Auto und fährt ab. In München präsentiert der Maler Joe Felden seine neuen Bilder, für deren mangelnden Anspruch er von Professor Lembach, seinem ehemaligen Lehrer an der Kunstakademie, kritisiert wird. Voller Wut beschimpft er die Gäste der Vernissage und zerstört einige seiner Gemälde. Dr. Günter Zack ist Anwalt in Salzburg und wird von seinem despotischen Chef gestresst. Als er nach einem verlorenen Prozess erneut eine Standpauke erhält, verlässt er das Gericht. Wickerl Hawratil zeigt sich als gemütlicher Wiener Caféhauspächter. Als jedoch zum Opfer einer Schutzgelderpresserin und ihrer zwei Handlanger wird, ist es mit der Ruhe vorbei.
In Valun treffen die vier Aussteiger aufeinander. Als erstes lernen sich Wickerl und Mecki kennen, während Dr. Zack verzweifelte Versuche im Windsurfen unternimmt. Joe kommt als Letzter im Fischerdorf an und lernt gleich bei der Ankunft Dunja, die Tochter der Ladenbesitzerin Ivanka, kennen. Für beide scheint es Liebe auf den ersten Blick zu sein.
Als Mecki und Wickerl nach einem Tag am Meer ins Wirtshaus gehen, gesellt sich Zack dazu, später auch Joe. Sie feiern die Nacht hindurch und beschließen nach dem Aufwachen am nächsten Tag, gemeinsam etwas zu unternehmen.

Folge 2: Aus alt mach neu
Zunächst gehen die vier Freunde ihren eigenen Interessen nach, bis sie beginnen, gemeinsam ein altes, scheinbar besitzloses Fischerboot, das am Strand liegt, zu renovieren. Dabei werden sie von Mirko, einem Melonenhändler, beobachtet, der ihnen das Schiff nicht gönnt. Mirko berichtet wutentbrannt dem alten Luca, er ist der Bruder des verstorbenen Vorbesitzers, von der rasch fortschreitenden Instandsetzung des Schiffes.
Kurz darauf wird das Boot auf den Namen „Tohuwabohu“ getauft und erhält seinen kirchlichen Segen. Bei der anschließenden Feier erfahren die vier Aussteiger von der Existenz des alten Luca und glauben, dass ihnen ihr neuer Besitz streitig gemacht wird. Kurzentschlossen versuchen sie, mit der Tohuwabohu zu flüchten, indem sie das Schiff mit einem Ruderboot aus dem Hafen schleppen. Als sie jedoch am nächsten Morgen aufwachen, sind sie durch Wind und Strömung zurück in den Hafen von Valun getrieben worden, wo sie vom alten Luca freudig erwartet werden.

Folge 3: Der alte Mann und das Schiff
Der Schreck und die Enttäuschung sitzen bei den vier Freunden tief, außerdem misstrauen sie den guten Absichten des alten Luca. Dieser sichert ihnen aber eine vertrauensvolle Zusammenarbeit und die Aufteilung der durch die Tohuwabohu erzielten Gewinne zu.
Auf der Insel ist inzwischen Professor Lembach eingetroffen, der sich nach einem Hinweis durch Joes Mutter auf die Suche nach seinem ehemaligen Studenten gemacht hat. Nachdem sich die beiden zunächst verfehlen, treffen sie schließlich doch in Cres zusammen. Joe hatte sich zuvor aus Valun verabschiedet, weil er dort seine künstlerische Krise nicht überwinden konnte. Dunja sieht durch Joes Abreise ihre junge Liebe gefährdet.
Um sein Geld zu verdienen, fährt Luca über die Dörfer und tritt dort als Clown auf. Erstmals wird er bei einer solchen Tour von Dr. Zack begleitet. Als die beiden zurückkehren, steht auch schon der erste Auftrag für die Tohuwabohu an: eine Fracht Melonen für Mirko in einen anderen Ort bringen. Als Ersatz für Joe ist der einheimische Junge Duško mit an Bord.

Folge 4: Das Melonending
Joe ist mit Professor Lembach auf der Insel unterwegs und malt. Der Professor merkt, dass Dunja Joe fehlt, und arrangiert ein abendliches Treffen in Cres.
Beim Transport der Melonen kommt es zu einem Missgeschick, ein Teil der Früchte fällt ins Wasser. Einem reichen Deutschen, der mit seiner Yacht den Kurs der Tohuwabohu kreuzt, verkauft der gewitzte Wickerl die Früchte zu einem absurd hohen Preis als „Albanische Salzwassermelonen“. Von diesem Erfolg beflügelt, setzen die Freunde den Verkauf der „Albanischen Salzwassermelonen“ im Hafen von Cres sehr erfolgreich und gewinnbringend fort.
Als abends Dunja mit Luca und Dr. Zack in Cres eintrifft, sind alle Freunde wieder vereint und feiern ausgelassen. Am Morgen wird die Freude allerdings geschmälert, als die Aussteiger feststellen müssen, dass alle Händler im Hafen es ihnen gleichtun und „Albanische Salzwassermelonen“ verkaufen.

Folge 5: Liebe, Brot und Clownerie
Nachdem das Geschäft mit den Melonen abgeschlossen ist, warten Wickerl, Mecki, Dr. Zack und Duško im Hafen von Mali Lošinj zunächst vergeblich auf Kundschaft für die Tohuwabohu, bis schließlich Luca mit einer amerikanischen Familie auftaucht. Wickerl sichert dem Mann zu, zum Haifischangeln zu fahren, als plötzlich Meckis Frau Gisela mit ihrer Mutter Käthe mit der Fähre in den Hafen einlaufen. Durch Giselas laute Rufe gewarnt, laufen die Freunde übereilt aus. Auch im nächsten Ort kann Mecki seiner Frau entwischen, letztlich finden die beiden wieder zueinander.
Dr. Zack begleitet Luca erneut auf einer Fahrt und tritt erstmals selber als Clown auf.
Joe ist währenddessen damit beschäftigt, Restaurierungsarbeiten in einer Kirche vorzunehmen. Dunja ist an seiner Seite und beide sind glücklich.

Folge 6: Des Meeres und der Diebe Wellen
Wickerl, Käthe und Mirco wandern nach Lubenice, wo der Wiener und die Hamburgerin auf die Idee kommen, ein Restaurant zu eröffnen. In Valun machen sie sich reichlich unbeholfen auf die Suche nach einem geeigneten Standort. Mecki ist mit Gisela, Mirko und Duško auf der Tohuwabohu unterwegs, um eine dringend benötigte Gefriertruhe aus Zadar zu holen. Bei einem Zwischenstopp wird ihnen aber das Schiff gestohlen. Am nächsten Morgen bringt die Polizei die stark beschädigte Tohuwabohu zurück nach Valun. Es stellt sich heraus, dass Lucas Sohn für den Diebstahl verantwortlich ist. Schwer getroffen, berichtet Luka Dr. Zack, dass sein Sohn nicht, wie behauptet, tot sei, sondern ihn Frau und Kind schon sehr früh verlassen hätten.
Als alle Freunde abends den guten Ausgang des Diebstahls feiern, tauchen unvermutet die Schutzgelderpresser aus Wien auf, woraufhin Wickerl verzweifelt ins Wasser springt.

### 2. Staffel
Folge 7: Auf nach Valun
An seiner neuen Tankstelle hat Mecki eine Grillecke mit jugoslawischen Spezialitäten eingerichtet. Als er zwei Kunden von der Zeit in Valun und der neuen Berufung des ehemaligen Anwalts Dr. Zack als Clown erzählt, wird er vom Berliner Journalisten Holger Jensen belauscht, der die große Story wittert. Jensen, eine aufdringliche und laute Persönlichkeit, macht sich deshalb bald in Begleitung der Fotografin Sandra Kern auf den Weg nach Jugoslawien.
Der cholerischen Drehbuchautor Georg Lüftl überwirft sich mit seinen Auftraggebern und sucht Rat und Hilfe bei seinem Freund Joe Felden. Der empfiehlt Lüftl für neue Inspirationen eine Tour auf der Tohuwabohu und kündigt dessen Ankunft in einem Brief an Wickerl an.
In Valun geht derweil alles seinen gemütlichen Gang. Käthe hat sich gut eingelebt und Wiggerl frönt dem süßen Nichtstun, als er von Dunja, die Sehnsucht nach Joe hat, mit der Nachricht vom bevorstehenden Eintreffen Lüftls unterbrochen wird. Käthe erzählt, dass Mecki und Gisela demnächst nach Valun kommen, wodurch sich die Suche nach einem Kapitän für die Tohuwabohu erledigt hat. Mirko benachrichtigt Dr. Zack, der mittlerweile in Begleitung des alten Branko als Clown unterwegs ist, dass er auf dem Schiff benötigt wird. Dabei erfährt man, dass sich der alte Luka in die Berge zurückgezogen hat.
Inzwischen sind Holger Jensen und Sandra Kern in Valun eingetroffen, zu einem Treffen mit Dr. Zack kommt es jedoch vorerst noch nicht. Georg Lüftl stellt sich bei seinem Zusammentreffen mit Wiggerl und den Anderen als äußerst schwieriger, unzugänglicher und humorloser Zeitgenosse heraus.

Folge 8: Viel Lärm um Wickerl
Lüftl findet keine Ruhe, um seinen geplanten Roman zu schreiben, und wechselt mehrmals die Zimmer. Regelmäßig bekommt er dabei Wutanfälle, die er an Wickerl auslässt, der ihm eigentlich nur helfen will.
Jensen hat es endlich geschafft, Dr. Zack zu finden, jedoch verweigert dieser den Interviewwunsch.
Der Wirt baut mit Hilfe aus dem Dorf seine Gastwirtschaft zu einer Diskothek um. Zunächst will er Käthe, die ihm ihre Hilfe anbietet, nicht mitarbeiten lassen. Nach einem Unfall müssen aber der Wirt und Branko ins Krankenhaus, so dass Käthe die restlichen Bauarbeiten und die Eröffnung managen muss.
Nachdem er die beiden Verletzten im Hospital in Cres abgeliefert hat, wird Dr. Zack von der Polizei nach seinem Führerschein gefragt. Als ihm eine Strafe droht, kommt ihm ausgerechnet Holger Jensen zur Hilfe. Er hatte die Kontrolle mit einem kleinen Bestechungsgeld arrangiert, was aber Dr. Zack nicht weiß und nun in seiner Schuld zu stehen glaubt.
In Valun ruiniert Wickerl beim Anschließen die Musikanlage der Diskothek und muss daher abends selber als Sänger ans Mikrofon treten. Sein Song „Ražnjići, Ćevapčići, Pommes und ein Bier…“ wird ein voller Erfolg.

Folge 9: Reif für die Insel
Auch wenn Dr. Zack Holger Jensen nun ein Interview gibt, verläuft das Gespräch nicht, wie von Holger erhofft. Statt direkter Antworten erhält er lediglich gleichnishafte Geschichten. Der Reporter ist trotzdem zufrieden und macht sich auf den Rückweg nach Berlin. Sandra bleibt jedoch in Valun. Sie begleitet Dr. Zack und Branko zu einem Auftritt in einem Dorf, um eine Fotoreportage verfassen zu können.
Lüftl wohnt auf dem Dachboden von Ivanka, kommt allerdings mit seinem Roman nicht voran. Die Nachricht, dass Gisela und Mecki, und damit ein Kapitän für die Tohuwabohu, erscheinen, hebt seine Laune. Die verfliegt allerdings genau so schnell wieder, als die beiden sich verspäten, weil sie bei einem spontanen Abstecher zu Joe in München hängengeblieben sind. Um endlich volle Ruhe zu haben, lässt sich Lüftl von einem Fischer auf eine unbewohnte Insel bringen. Als es Nacht wird, bekommt er es jedoch mit der Angst zu tun.
Endlich sind die Meckelfelds in Valun angekommen. Dunja will natürlich Neuigkeiten von Joe hören, wobei Mecki aber nur von dessen attraktiven Aktmodell schwärmt, was bei der jungen Jugoslawin zu Eifersucht führt. Diese ist aber unbegründet, da Joe zeitgleich in München Eheringe aussucht.
Am nächsten Morgen wollen die Freunde wie besprochen Lüftl von der Insel holen, jedoch ist der Schriftsteller spurlos verschwunden.

Folge 10: Die Schatzsuche
Wickerl, Sandra und Duško erfahren auf der Polizeiwache, dass Lüftl durch die Hafenpolizei von der Insel geholt worden ist, weil er Notsignale geben hatte. Nach kurzer Suche entdecken Wickerl und Sandra den Schriftsteller am überfüllten Strand, wo er sich, von lärmenden Menschen umgeben, nach eigener Aussage inspirieren lassen will. Die Tohuwabohu kann schließlich mit Lüftl in See stechen, doch dieser nervt die gesamte Besatzung und zeigt sich weiterhin als unzugänglich und aufbrausend.
Käthe ist derweil enttäuscht vom Erfolg der Diskothek, da sie sich eine ruhigere Gaststätte gewünscht hätte. Branko bietet ihr an, nach Orlec, einem Nachbarort von Valun, zu fahren, wo er ein altes Gasthaus kennt. Tatsächlich stellt sich heraus, dass der Besitzer gestorben ist und Käthe das geschlossene Lokal pachten kann.
Zu Dunjas großer Freude ist endlich Joe zurück. Als er ihr jedoch beim Überreichen der Ringe unvorsichtigerweise erzählt, dass sein Aktmodell Penthesilea bei der Auswahl geholfen hat, macht ihm Dunja aus Eifersucht eine Szene. Weil Dunja und Joe beide zu stolz und dickköpfig sind, sich auszusöhnen, bricht Joe am nächsten Tag zur Rückreise nach München aus. Dr. Zack begleitet ihn, weil er einen Abstecher nach Salzburg machen möchte.
Die Tohuwabohu ist nun schon einige Zeit unterwegs, Lüftl ist mit seinem Roman aber immer noch kein Stück weitergekommen. Als sie jedoch zwei zwielichtige, abweisende Österreicher auf einem Boot treffen, die ihnen nicht mitteilen wollen, warum sie Taucharbeiten durchführen lassen, wittert Lüftl das große Abenteuer in Form eines möglichen Schiffswracks. Tatsächlich können Duško und Wickerl später drei Kisten aus dem Wasser bergen, von denen eine scheinbar wertvollen Schmuck enthält.

Folge 11: Zack ist auf Zack
Die Männer von der Tohuwabohu wollen ihren vermeintlichen Schatz bei der Hafenpolizei abgeben. Dort treffen sie jedoch auf die beiden Österreicher vom Vortag, die ihrerseits Anzeige erstatten wollen, weil ihre Filmrequisiten für einen Piratenfilm aus dem Meer gestohlen wurden. So klärt sich das Missverständnis auf, Lüftl muss trotzdem eine Strafe bezahlen.
Dr. Zack und Joe spazieren durch Salzburg, von dem sich der Anwalt emotional entfernt hat. Als sie in einem Café auf Zacks ehemaligen Chef Dr. Geiger treffen, der sich in keiner Weise geändert hat, ist sich Zack um so sicherer, mit seinem Ausstieg die richtige Entscheidung getroffen zu haben. Joe bereut inzwischen den Bruch mit Dunja, gemeinsam fahren sie zurück nach Valun. Dort wird schon bald die Hochzeit geplant.
In Orlec soll die Eröffnung des Gasthauses groß gefeiert werden, als der Bürgermeister mit schlechten Nachrichten eintrifft: Käthe erhält keine Konzession, da sie keine jugoslawische Staatsbürgerschaft besitzt. Eine Anzeige des eifersüchtigen Wirts aus Valun ist für die Misere verantwortlich. Dieser erkennt seinen Fehler, als sich die Dorfgemeinschaft von ihm abwendet. Dr. Zack schafft es, einen Kompromiss zwischen Käthe und dem Wirt auszuhandeln. Er erhält offiziell die Konzession für das neue Gasthaus, dafür wird Käthe an der Disko beteiligt.

Folge 12: Hochzeit mit Hindernissen
In Valun laufen die Vorbereitungen für die Hochzeit von Dunja und Joe auf Hochtouren. Käthe und der Wirt haben sich wieder ausgesöhnt, nachdem dieser angeboten hat, das Hochzeitsmahl zu spendieren, Dr. Zack sieht mit Dunja die notwendigen Papiere durch und der nervöse Joe bespricht mit dem Pfarrer den Ablauf der Trauung. Die Tohuwabohu ist noch unterwegs, die Stimmung ist gut, da Lüftl endlich mit seinen Entwürfen zufrieden scheint. Er schreibt nun das Drehbuch für eine Fernsehserie, die Wickerl jedoch zu realitätsfern scheint. Abends wird am Strand der Polterabend gefeiert, an dem nun auch die Freunde vom Schiff teilnehmen. Am nächsten Morgen kommt es zu einem ersten Kuss zwischen Sandra und Wickerl.
In Cres braut sich derweil Unheil zusammen. Von Holgers Artikel über das idyllische Fischerdorf und den Anwalt als Clown animiert, machen sich Horden von Touristen in Bussen, Autos und Booten auf die Fahrt nach Valun.
Nach der Trauung verlässt die Festgesellschaft die Kirche und muss erschrocken feststellen, dass der ganze Ort von Urlaubern überschwemmt ist, die auch vor der Hochzeittafel nicht Halt gemacht haben. Kurzentschlossen weichen das Brautpaar und die Hochzeitsgäste auf die Tohuwabohu aus. Lüftl ist noch immer mit seinem Drehbuch beschäftigt und gibt seiner Fernsehserie einen Titel: „Der Sonne entgegen.“

## Hintergründe und Drehorte

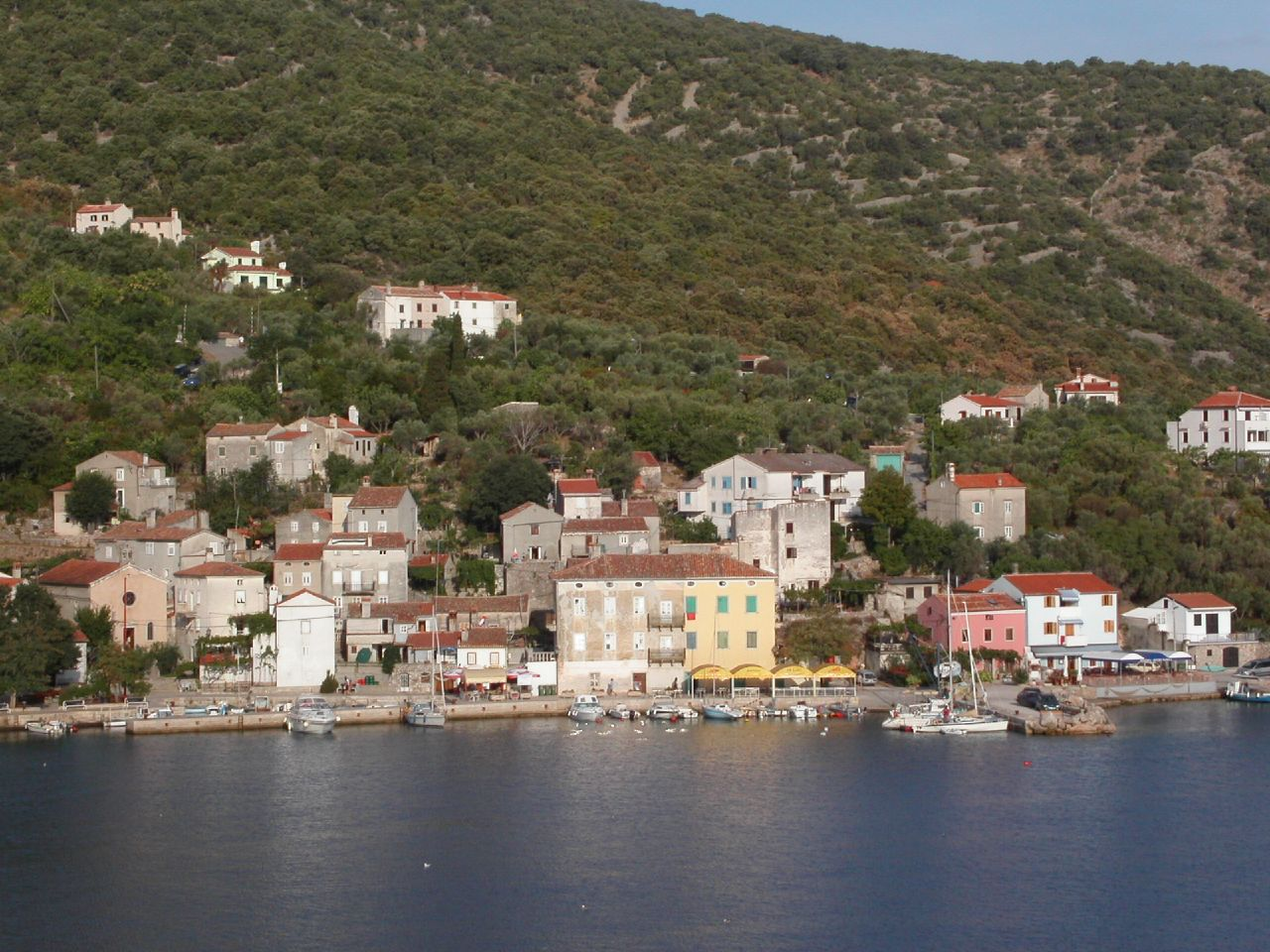
Blick auf Valun

Die Serie behandelt das Thema Aussteiger auf humorvolle Art und Weise. Einige der Darsteller waren damals schon bekannte Schauspieler, wie etwa Josef Meinrad, Heidi Kabel, Heinz Petters oder Towje Kleiner. Für Erwin Steinhauer kam jedoch erst durch die Serie der große Erfolg als Schauspieler. Er spielte seither in zahlreichen Fernsehfilmen und Serien. Erfolge feierte er unter anderem mit der Polt- und der Trautmann-Serie. Der Kinderdarsteller Harald Gauster, der die Rolle des Duško spielte und zuvor durch Serien wie Waldheimat und Tatort in Österreich bekannt geworden war, trat danach nicht mehr in Fernsehproduktionen auf.
Gedreht wurde im Ort Valun, in der Stadt Cres, in Lubenice, dem Heimatort der Figur Alter Luka und in Mali Lošinj auf der Insel Lošinj. Die Felseninsel mit Leuchtturm in  Folge 9 ist Otok Zaglav. Das Boot Tohuwabohu aus den 1940er Jahren ist nicht erhalten. Es wurde bis 1993 im Linienverkehr zwischen Cres und Valun eingesetzt und danach bis 1999 als Ausflugsboot im Hafen von Mali Losinj. Schließlich lag es in schlechten Zustand im Hafen von Cres, wo es 2003 sank und nach der Bergung abgewrackt wurde.

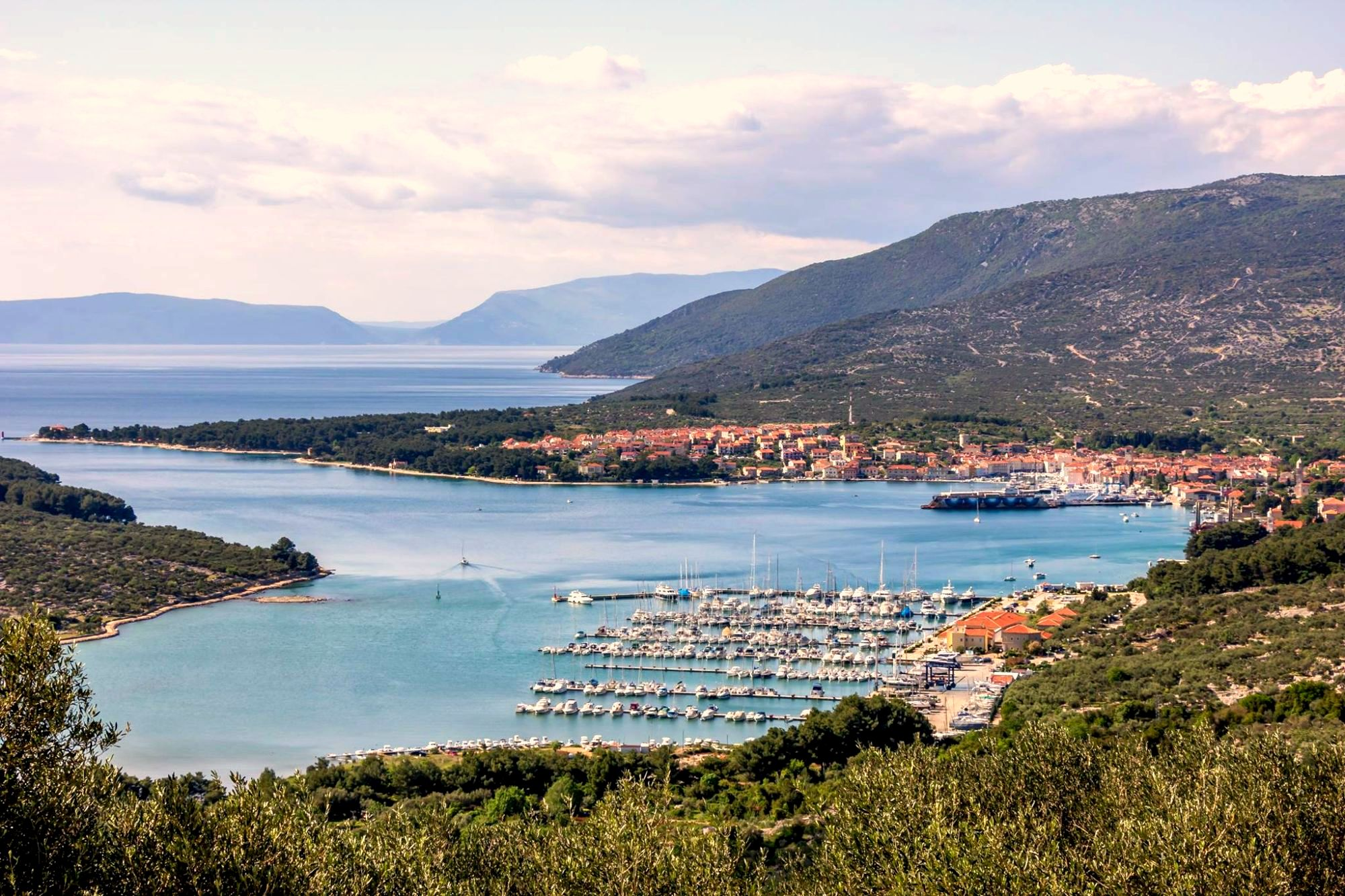
Stadt Cres
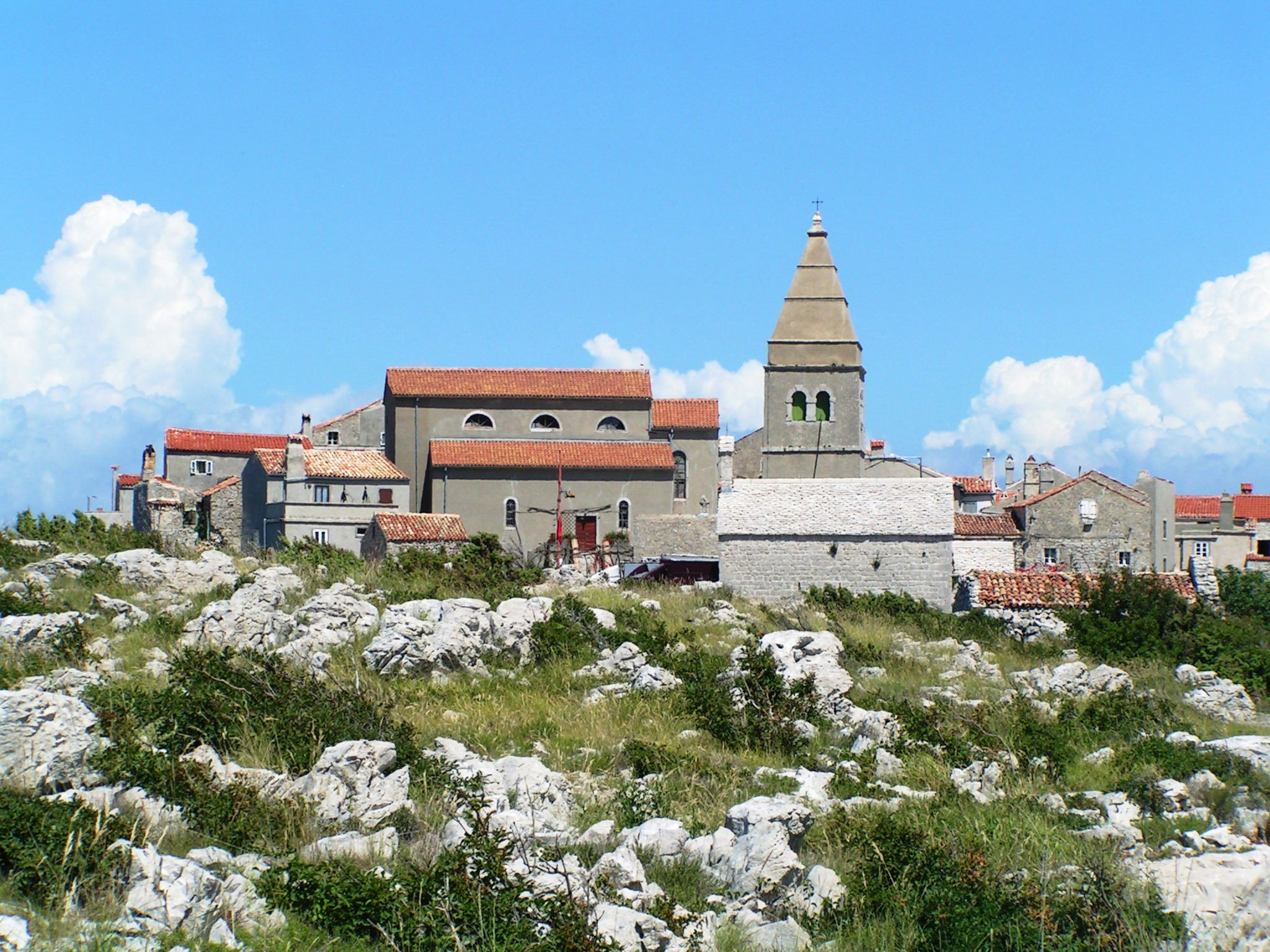
Lubenice
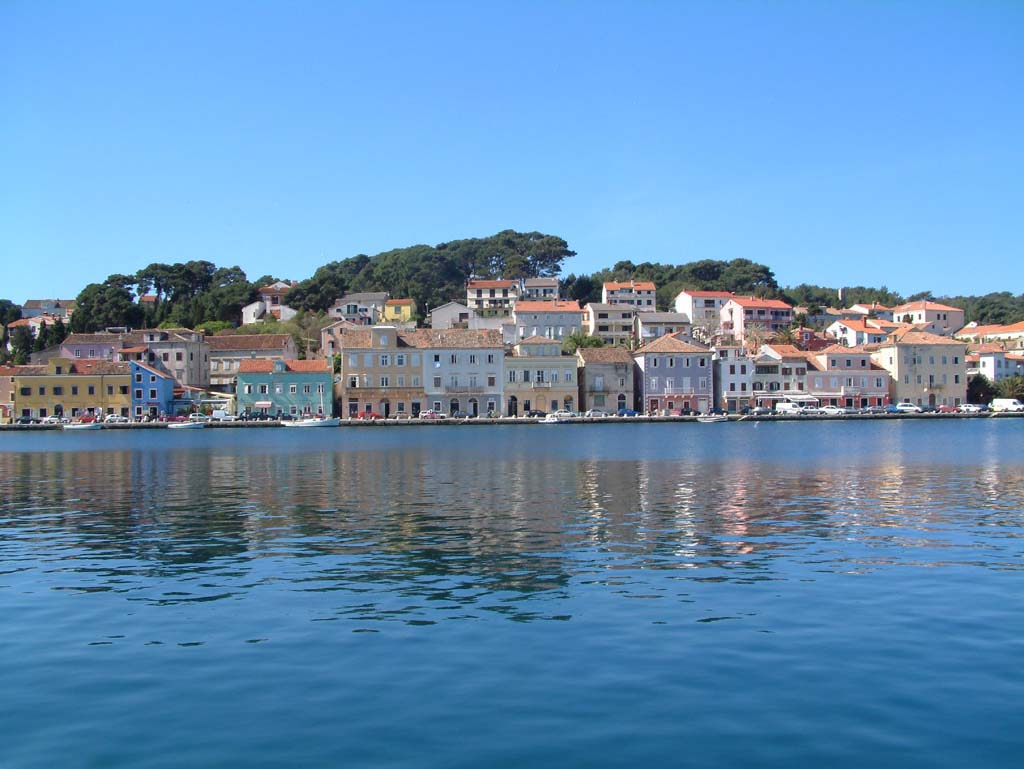
Mali Losinj
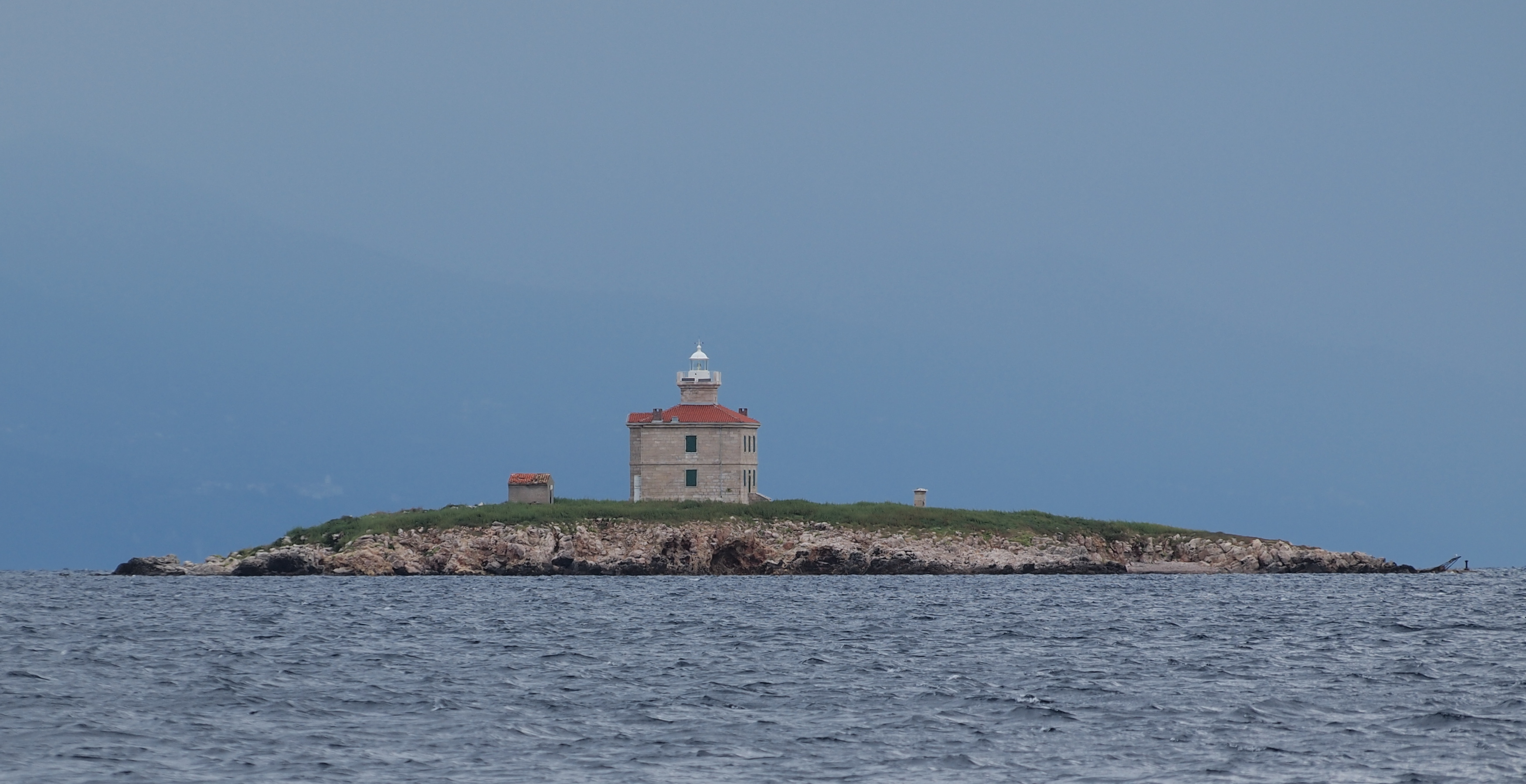
Otok Zaglav

## DVD-Veröffentlichungen
Im November 2007 wurde die erste und im Juni 2008 die zweite Staffel in den Handel gebracht (jeweils zwei DVDs). Im Dezember 2010 und noch einmal im Dezember 2015 erschienen Komplettboxen aller 12 Folgen bestehend aus vier DVDs. Alle Veröffentlichungen erfolgten durch die Hoanzl GmbH.

## Kritik
„Die ‚Aussteiger‘ in der Serie surfen und saufen, segeln und kumpeln sich durch den Sonderurlaub und man weiß jetzt bereits, daß sie letzten Endes doch, recht erholt, wieder ins Heimische zurückkehren werden. Besser als das ‚Traumschiff‘ ist diese Produktion allerdings schon.“